# Tecia solanivora

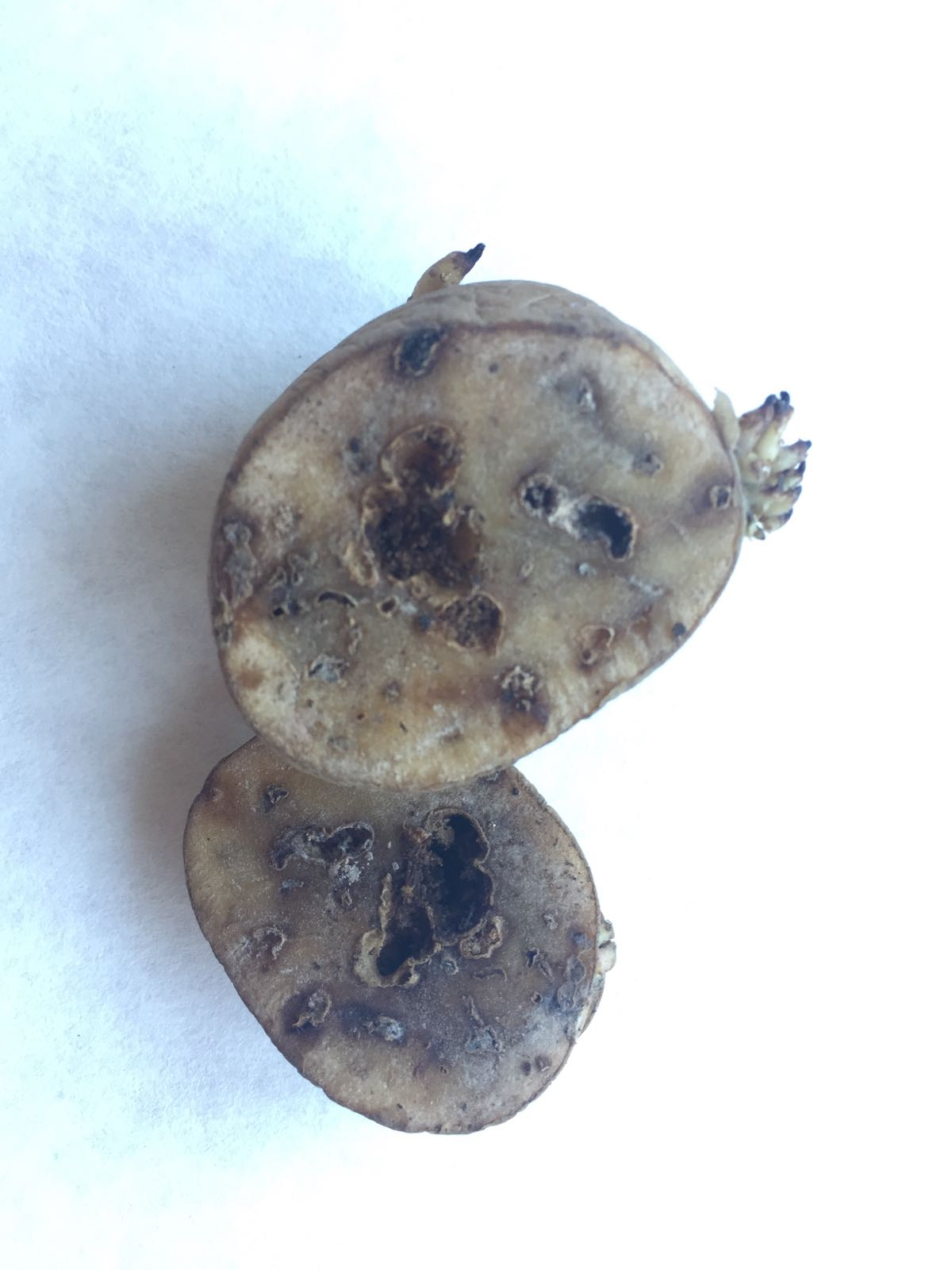
Patatas afectadas por Tecia solanivora

Tecia solanivora, también llamada polilla centroamericana de la papa, polilla guatemalteca o guata, es un lepidóptero heterócero de la familia Gelechiidae que ocasiona importantes daños en la producción de patata en las áreas afectadas. Fue descrita por Povolný en 1973. Se encuentra en América Central (Guatemala, Costa Rica, El Salvador, Honduras, Nicaragua, Panamá) y América del Sur, donde ha sido registrada en Colombia, Ecuador, Venezuela y Perú. También se ha introducido en las Islas Canarias, presentándose los primeros casos en Galicia en el año 2015.
La envergadura es 9–10 mm para machos y 13 mm para hembras. Las hembras adultas son marrones brillantes, con tres marcas y líneas longitudinales marrones brillantes también en el alas posteriores. Los machos son marrones oscuros con dos marcas en las alas y líneas longitudinales difícilmente visibles.
Las larvas se alimentan de Solanum tuberosum (patata). Entran en los tubérculos y se alimentan de ellos, construyendo galerías que pueden destruir completamente el mismo. Después de completar el desarrollo, las larvas abandonan los tubérculos para convertirse en pupas.